# Lucas Mahias
Pour les articles homonymes, voir Mahias.
Lucas Mahias est un pilote de vitesse moto et d'endurance français, né le 14 avril 1989 à Mont-de-Marsan (Landes).

## Biographie
En 2016, Lucas Mahias est sacré champion du monde d'endurance en courant pour deux équipes différentes durant la saison, le R2CL (Suzuki) et le GMT94 (Yamaha).
À partir de la saison 2017, il évolue dans le Championnat du monde Supersport. Il devient champion du monde avec le GRT Yamaha official après sa première année complète en Supersport.
En 2019 il rejoint le Kawasaki Pucetti Racing et court sur une Kawasaki ZX-6R.
En 2023, il rejoint le GMT94 dans la catégorie WSSP, au guidon d'une Yamaha R6, à défaut de trouver un guidon en Championnat du monde de Superbike.